# Liste der chilenischen Botschafter in der Schweiz
Dies ist eine Liste der chilenischen Botschafter in der Schweiz. Das Dienstgebäude der Botschaft befindet sich in der Eigerplatz 5 Stock 3007, Bern.

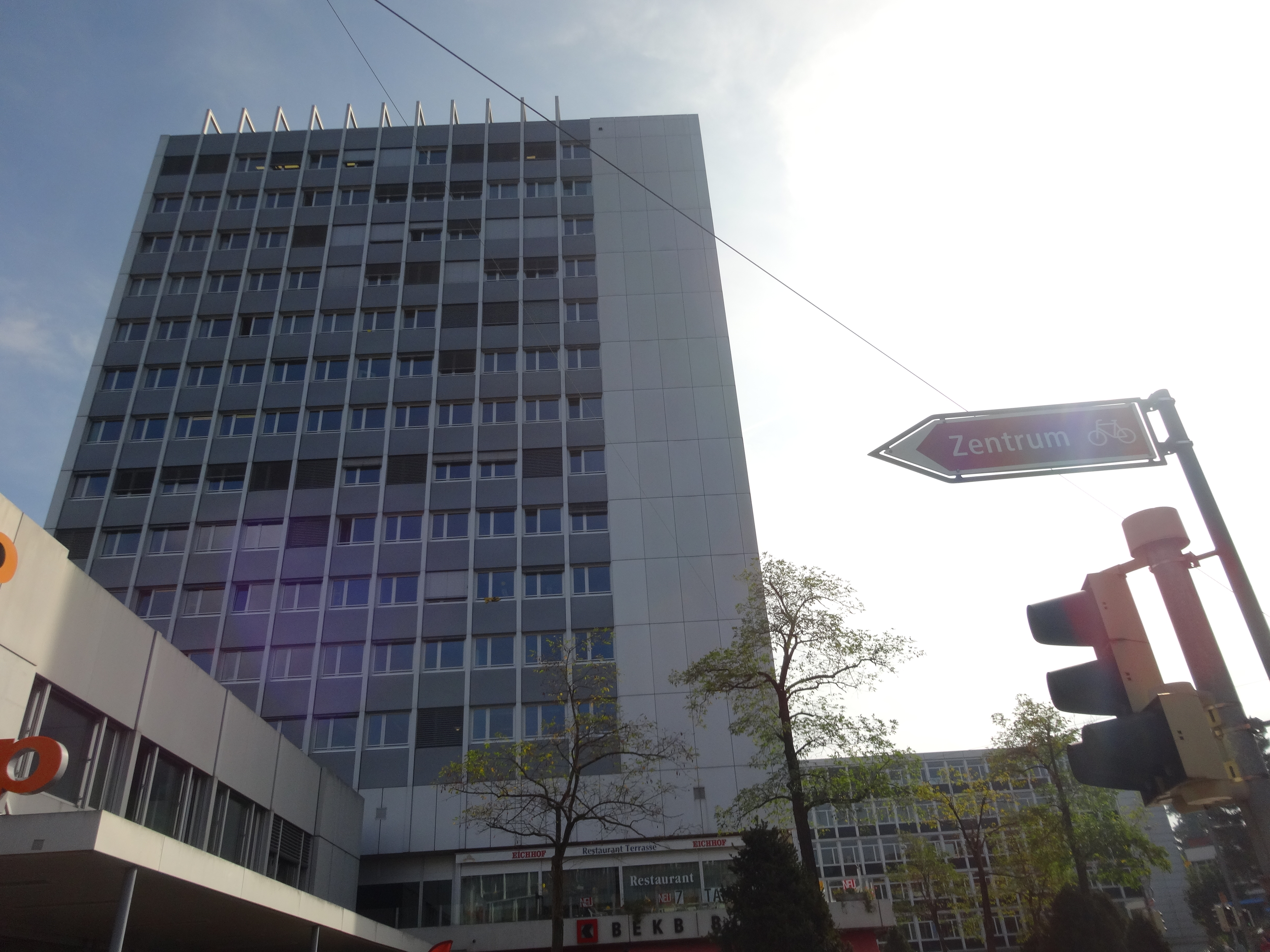
Chilenische Botschaft in Bern.

## Missionschefs
| Ernannt/Akkreditiert | Botschafter                      | Bemerkungen | Jahresbericht des Ministeriums für Auswärtige Angelegenheiten von Chile (spanisch) | Präsident von Chile             | Bundespräsident (Schweiz) | Posten verlassen |
| -------------------- | -------------------------------- | --- | ---------------------------------------------------------------------------------- | ------------------------------- | ------------------------- | ---------------- |
| 29. Jan. 1898        | Ramón Barros Luco                | Ministre plénipotentiaire | 1898, Band I, S. 4                                                                 | Federico Errázuriz Echaurren    | Eugène Ruffy              |                  |
| 8. Juni 1918         | Marcial Martínez de Ferrari      | Ministre plénipotentiaire | 1915–1919, S. 47, 1919–1923, S. 122, A.M.RR.EE de Chile, F. Histórico, V. 833      | Juan Luis Sanfuentes Andonaegui | Felix-Louis Calonder      | 30. Apr. 1920    |
| 23. Okt. 1920        | Enrique Antúnez Cazotte          | Geschäftsträger. Er starb in seinem Beitrag am 5. Dezember 1920. | Fondo Histórico, V. 793                                                            | Arturo Alessandri Palma         | Giuseppe Motta            | 5. Dez. 1920     |
| 16. Dez. 1921        | Manuel Rivas Vicuña              | Ministre plénipotentiaire auch für Österreich und Tschechoslowakei. | Fondo Histórico, V. 857                                                            | Arturo Alessandri Palma         | Edmund Schulthess         |                  |
| 9. Nov. 1923         | Francisco Rivas Vicuña           | Ministre plénipotentiaire | Fondo Histórico, V. 850A, 989                                                      | Arturo Alessandri Palma         | Karl Scheurer             |                  |
| 3. Juli 1925         | Jorge Valdés Mendeville          | Ministre plénipotentiaire ad honorem und Ständiger Sekretär der chilenischen Delegation bei der Völkerbund. | 1923–1926, 39, 1933, S. 482                                                        | Arturo Alessandri Palma         | Jean-Marie Musy           |                  |
| 1. März 1929         | Jorge Valdés Mendeville          | Ministre plénipotentiaire in der Schweiz und Belgien. |                                                                                    | Carlos Ibáñez del Campo         | Robert Haab               |                  |
| 5. Okt. 1930         | Jorge Saavedra Agüero            | Geschäftsträger | Fondo Histórico, V. 850 A                                                          | Carlos Ibáñez del Campo         | Jean-Marie Musy           |                  |
| 30. Nov. 1934        | Fernando García Oldini           | [ 9 ] | 1934. S. 522 A.M.RR.EE. de Chile, F. Histórico v.1385 A                            | Carlos Dávila Espinoza          | Marcel Pilet-Golaz        |                  |
| 4. Juli 1939         | Octavio Señoret Silva            | Botschafter |                                                                                    | Pedro Aguirre Cerda             | Philipp Etter             | 31. Jan. 1941    |
| 31. Juli 1942        | Carlos Morla Lynch               | Ministre plénipotentiaire | 1940, S. 530                                                                       | Juan Antonio Ríos Morales       | Philipp Etter             | 1946             |
| 1946                 | Luis Cubillos Achurra            | Geschäftsträger |                                                                                    | Alfredo Duhalde                 | Karl Kobelt               | 1947             |
| 25. Apr. 1947        | Fernando Cisterna Ortiz          | Ministre plénipotentiaire | 1948, S. 436. A.M.RR.EE. de Chile, F.Histórico, V. 2604 y 2624                     | Alfredo Duhalde                 | Philipp Etter             | 15. Dez. 1952    |
| 15. Dez. 1952        | Ramón Rodríguez Rivera           | Geschäftsträger |                                                                                    | Carlos Ibáñez del Campo         | Karl Kobelt               | 23. März 1953    |
| 23. März 1953        | Fernando García Oldini           | Ministre plénipotentiaire, Präsident von GATT (General Agreement on Tariffs and Trade) |                                                                                    | Carlos Ibáñez del Campo         | Philipp Etter             |                  |
| 1957                 | Jorge Barriga Errázuriz          | Premier Secrétaire |                                                                                    | Carlos Ibáñez del Campo         | Hans Streuli              | 1968             |
| 10. Juli 1957        | Fernando García Oldini           | |                                                                                    | Carlos Ibáñez del Campo         | Hans Streuli              | 1964             |
| 20. Juli 1965        | Edmundo Fuenzalida Espinoza      | [ 13 ] |                                                                                    | Eduardo Frei Montalva           | Hans-Peter Tschudi        | 30. März 1967    |
| 20. Sep. 1968        | Arturo Montes Rodriguez          | (1920–2009) | 1970, S. 538                                                                       | Eduardo Frei Montalva           | Willy Spühler             | 17. März 1971    |
| 2. Apr. 1971         | Miguel Rioseco Espinoza          | 1943: Konsul und Geschäftsträger in Rom | 1971, S. 752                                                                       | Salvador Allende Gossens        | Rudolf Gnägi              | 31. Dez. 1973    |
| 1974                 | Jaime Pardo                      | Geschäftsträger, Mission permanente de la République du Chili auprès de l’Office des Nations Unies à Genève Conseiller |                                                                                    | Augusto Pinochet                | Ernst Brugger             |                  |
| 4. Juli 1974         | Desiderio Herrera González       | Botschafter (1918- ) 1973: Direktor von Servicio de Registro Civil e Identificación de Chile | 1974, S. 593                                                                       | Augusto Pinochet                | Ernst Brugger             | 14. Juli 1976    |
| 1976                 | Juan Germán Hutt Gunther         | († 7 de febrero de 2002) | 1976, S. 981                                                                       | Augusto Pinochet                | Rudolf Gnägi              |                  |
| 1982                 | Carlos Forestier Haensgen        | Er war nicht akkreditiert. | 1982, S. 1003                                                                      | Augusto Pinochet                | Fritz Honegger            |                  |
| 1986                 | Jorge Berguño Barnes             | Hauptsitz in Genf. |                                                                                    | Augusto Pinochet                | Alphons Egli              |                  |
| 1986                 | Rolando Ramos Muñoz              | Ramos Muñoz, Rolando (General) Entel (Direktor, 1978); Corfo (Hauptgeschäftsführer, 1977- 79; Vizepräsident. Executive, 1979–80); ENAP (Vizepräsident, 1979); Codelco (Direktor, 1980- 81 ); Wirtschaftsminister; Botschafter in der Schweiz. |                                                                                    | Augusto Pinochet                | Alphons Egli              |                  |
| 19. März 1986        | Horacio Aránguiz Donoso          | [ 20 ] | 1986, S. 797                                                                       | Augusto Pinochet                | Alphons Egli              | 1989             |
| 1991                 | Alejandro Montesino Heyer        | | 1991, S. 975, 1992, S. 83                                                          | Patricio Aylwin Azócar          | Flavio Cotti              |                  |
| 1994                 | Benjamín Concha Gazmuri          | [ 21 ] | 1994, S. 121                                                                       | Eduardo Frei Ruiz-Tagle         | Otto Stich                |                  |
| 1997                 | Hugo Miranda                     | [ 22 ] | 1997, S. 609                                                                       | Eduardo Frei Ruiz-Tagle         | Arnold Koller             |                  |
| 16. Juni 2006        | María Carolina Rossetti Gallardo | Die Tochter von Juan Bautista Rossetti. | 2006, S. 3294                                                                      | Michelle Bachelet               | Moritz Leuenberger        |                  |
| 16. Juli 2010        | Enrique Melkonian                | [ 24 ] | DIPER                                                                              | Sebastián Piñera                | Doris Leuthard            | 2013             |
| 2013                 | Carlos Schaerer                  | |                                                                                    | Sebastián Piñera                | Alain Berset              | 2014             |
| 2014                 | José Luis Balmaceda              | |                                                                                    | Michelle Bachelet               | Alain Berset              |                  |